# Fejervarya schlueteri
Fejervarya schlueteri là một loài ếch thuộc họ Ranidae.
Môi trường sống tự nhiên của chúng là sông ngòi, đầm nước ngọt, và đầm nước ngọt có nước theo mùa.